# Andreas Lehnardt
Andreas Lehnardt (* 1965 in Duisburg) ist ein deutscher Judaist und Theologe.

## Leben
Lehnardt studierte von 1984 bis 1994 Judaistik und evangelische Theologie in Münster, München, Bonn, Köln, Jerusalem, Tübingen, Berlin und war anschließend bis 2004 wissenschaftlicher Mitarbeiter am Institut für Antikes Judentum und hellenistische Religionsgeschichte der Universität Tübingen am DFG-Projekt zur Erschließung der Jüdischen Schriften aus hellenistisch-römischer Zeit und am DFG-Projekt zur Erstellung einer deutschen Übersetzung des Talmud Yerushalmi. 1999 wurde er zum Dr. phil. promoviert und 2004 zum Universitätsprofessor ernannt. Seitdem versieht er die Professur für Judaistik an der Johannes Gutenberg-Universität Mainz. Er ist seit 2021 Vorsitzender der Kommission für die Geschichte der Juden in Hessen.
Zu seinen  Forschungsschwerpunkten zählen jüdische Gebete, Bräuche (Minhagim), osteuropäische Haskala und Grabsteininschriften, rabbinische Literatur, hebräische und aramäische Einband-Fragmente sowie Genisa-Funde.

## Publikationen (Auswahl)
- Qaddish. Untersuchungen zur Entstehung und Rezeption eines rabbinischen Gebetes (= Texte und Studien zum Antiken Judentum). Tübingen 2002. ISBN 978-3-16-147723-2.
- Die Jüdische Bibliothek an der Johannes Gutenberg-Universität Mainz 1938–2008 (= Beiträge zur Geschichte der Universität Mainz. Neue Folge. Band 8), Stuttgart 2009. ISBN 978-3-515-09345-3.
- „Genizat Germania“ – Hebrew and Aramaic binding fragments from Germany in context (= Studies in Jewish History and Culture. Vol. 28), Leiden 2010. ISBN 978-90-04-17954-7.
- Hebräische Einbandfragmente in Frankfurt am Main. Mittelalterliche jüdische Handschriftenreste in  ihrem geschichtlichen Kontext (= Frankfurter Bibliotheksschriften. Band 11), Frankfurt am Main 2011. ISBN 978-3-465-03729-3.
- Nachman Krochmal, Führer der Verwirrten der Zeit. Übersetzt, mit einer Einleitung und Registern herausgegeben von Andreas Lehnardt, Bd.  1–2 (= Philosophische Bibliothek. Band 615a–b), Hamburg 2012. ISBN 978-3-7873-2138-4.
- Judaistik im Wandel – ein halbes Jahrhundert Forschung und Lehre über das Judentum in Deutschland, Berlin 2017. ISBN 978-3-11-052347-8.
- Das Memorbuch der Israelitischen Religionsgesellschaft zu Mainz. Aus dem Hebräischen übersetzt, eingeleitet und erschlossen, Wiesbaden 2018. ISBN 978-3-447-11013-6.
- Die Genisa der ehemaligen Synagoge Freudental (= Freudentaler Blätter. Nr. 11). Pädagogisch-Kulturelles Centrum Ehemalige Synagoge Freudental, Freudental 2019, ISBN 978-3-9818559-1-3.
- Das verbotene Purim-Spiel Le-Haman aus Frankfurt am Main, Wiesbaden 2021. ISBN 978-3-447-11602-2.